# Stichospora disciformis
Stichospora disciformis är en svampart som beskrevs av Petr. 1927. Stichospora disciformis ingår i släktet Stichospora, divisionen sporsäcksvampar och riket svampar.   Inga underarter finns listade i Catalogue of Life.